# 朱由楝
吉貞王朱由楝（？—1636年），是追封吉安王朱常淳嫡第一子，宣王朱翊鑾庶長孫，明朝第六代吉王。朱由楝於天啟元年（1621年）襲封吉王。他在位十五年，在崇禎九年（1636年）過世，諡號貞，三年後由其子朱慈𨶲嗣位。

## 子孫
- 嫡長子：朱慈𨶲，天啟七年（1627年）封世子[1]
- 庶次子：朱慈𭵵[1]
- 庶三子：朱慈煃[1]